# Stephan van den Berg
Stephan van den Berg (* 20. Februar 1962 in Hoorn) ist ein ehemaliger niederländischer Windsurfer. Er wurde 1984 der erste Olympiasieger im Windsurfen und errang 1986 und 1987 den Weltmeistertitel im Kursrennen.

## Biografie
Im Jahr 1979 begann van den Berg als Teenager an Windsurf Wettkämpfen teilzunehmen, nachdem er von Robby Naish gelesen hatte. Seinen ersten großen Erfolg konnte er bei den Olympischen Sommerspielen 1984 erreichen. Hier wurde er in der neu in das Programm aufgenommenen Disziplin Windsurfen (Windglider) Olympiasieger. Während dieser Spiele musste er gegen geringen Wind kämpfen, da er als schwerer Teilnehmer im Vergleich zu seinen leichteren Gegnern im Nachteil war. Erst im letzten Rennen konnte er Gold erobern, indem er dort Dritter wurde. Aufgrund dieser Leistung wurde er im selben Jahr als Sportler des Jahres ausgezeichnet. Nach den Spielen wurde er professioneller Windsurfer. 1986 und 1987 wurde van den Berg Weltmeister in der Disziplin Kursrennen. Im Jahr 1991 beendete er seine professionelle Windsurfkarriere, um an den Olympischen Sommerspielen 1992 in Barcelona teilnehmen zu können. Er konnte sich für diese auch qualifizieren, wurde jedoch nur 7. im Finale.
Van den Berg gründete zusammen mit seinen Brüdern das Sportgeschäft VandenBergSurf in Hoorn. Mittlerweile gibt es auch eine Filiale in Zandvoort und in Velsen-Zuid. Spezialisiert ist das Geschäft auf den Vertrieb von Artikeln für das Windsurfen, Kitesurfen, SUP, Wassersport und Wintersport.

## Erfolge

### Olympische Spiele
- Los Angeles 1984: 1. Windsurfen (Windglider)[4]
- Barcelona 1992: 7. Windsurfen (Lechner A-390)

### Worldcup
- Kursrennen-Weltmeister 1986
- Kursrennen-Weltmeister 1987

### Weitere Erfolge
- Sportler des Jahres 1984